# Toro rojo
Toro rojo es el cuarto álbum de estudio de la banda argentina Guasones. El disco fue grabado y mezclado por Guasones y Tocka Discos en el año 2005. Está compuesto por doce canciones.

## Lista de canciones
Todas las canciones escritas y compuestas por Facundo Soto. 
| N.º | Título                  | Duración |  |
| 1.  | «Paranoia 26»           | 3:53     |  |
| 2.  | «Reyes de la noche»     | 4:08     |  |
| 3.  | «Toro rojo»             | 3:13     |  |
| 4.  | «Down»                  | 3:06     |  |
| 5.  | «Dame»                  | 2:48     |  |
| 6.  | «Flores negras»         | 4:11     |  |
| 7.  | «100 años»              | 4:00     |  |
| 8.  | «Ruta 36»               | 2:50     |  |
| 9.  | «Fiebre»                | 3:23     |  |
| 10. | «Gracias»               | 4:06     |  |
| 11. | «Una noche más»         | 4:07     |  |
| 12. | «Chica de ojos tristes» | 4:35     |  |